# La Cucaracha (film, 1934)
Pour les articles homonymes, voir La cucaracha (homonymie).
Pour plus de détails, voir Fiche technique et Distribution.

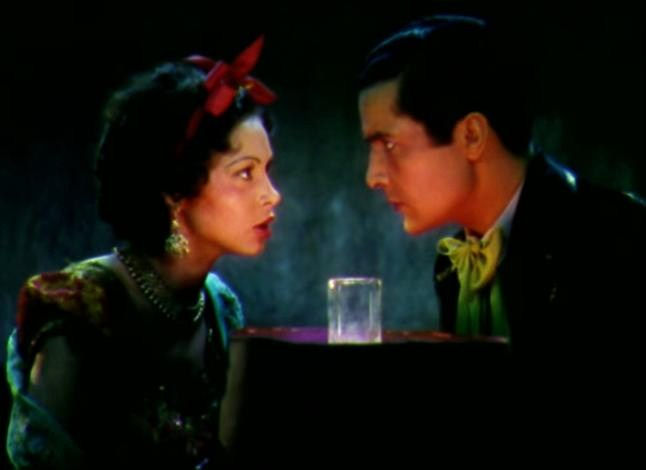
Steffi Duna et Don Alvarado.

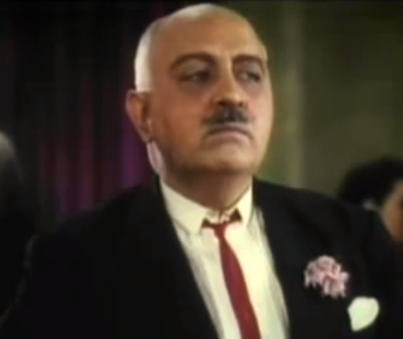
Paul Porcasi.

La Cucaracha (titre original) est un court métrage musical américain réalisé par Lloyd Corrigan, sorti en 1934.
C'est le premier court métrage en prises de vues réelles en Technicolor trichrome.

## Synopsis
Señor Esteban Martinez, producteur de spectacles et amateur de bonne chère, se rend au café El Oso en raison de sa table réputée et pour y dénicher de nouveaux talents. Il assiste ainsi au numéro des chanteurs et danseurs Chiquita et Pancho...

## Fiche technique
- Titre original : La Cucaracha
- Réalisation : Lloyd Corrigan
- Scénario : John Twist et Jack Wagner, d'après une histoire de Lloyd Corrigan et Carly Wharton
- Photographie : Ray Rennahan
- Montage : Archie F. Marshek
- Direction artistique : Natalie M. Calmus
- Création des décors et costumes : Robert Edmond Jones
- Chorégraphie : Russell Lewis
- Direction musicale : Roy Webb
- Producteurs : Kenneth Macgowan et Carly Wharton (associé)
- Société de production : Pioneer Pictures
- Société de distribution : RKO Pictures
- Format : Couleur (Technicolor)
- Genre : Comédie et film musical
- Durée : 20 min (court métrage)
- Date de sortie :
  - États-Unis : 31 août 1934

## Distribution
- Steffi Duna : Chiquita
- Don Alvarado : Pancho
- Paul Porcasi : Señor Esteban Martinez
- Eduardo Durant et son orchestre

Acteurs non-crédités
- Sam Appel : le patron du café El Oso
- Chris-Pin Martin : un fan de Chiquita
- Julian Rivero : Esteban
- Charles Stevens : le serviteur de Pancho

## Récompenses et distinctions
- 1935 : Oscar du meilleur court métrage en prises de vues réelles, catégorie comédie, attribué au producteur Kenneth MacGowan.